# Municipio de Ocotepec (Puebla)
El municipio de Ocotepec (del nahuatl: ocotl, tepetl, c ‘ocote, cerro, en’‘Ocote en el cerro’) es uno de los 217 municipios que conforman al estado mexicano de Puebla. Fue fundado en 1895 y su cabecera es la ciudad de Ocotepec.

## Geografía
El municipio se encuentra a una altitud promedio de 2440 m s. n. m. y abarca un área de 67.13 km². Colinda al norte con el municipio de Cuyoaco, al oeste con el municipio de Ixtacamaxtitlán, al sur con el municipio de Libres y al este con Cuyoaco.

## Demografía
De acuerdo al último censo, realizado por el INEGI en 2010, en el municipio hay una población total de 4825 habitantes, lo que le da una densidad de población aproximada de 71 habitantes por kilómetro cuadrado.
Sus sistemas educativos son : 1 preescolar "Heriberto Jara Corona,  1 primaria Manuel María Flores, 1 telesecundaria Gabriela Mistral, 1 bachillerato Niños héroes 